# Modern konst i hemmiljö
Modern konst i hemmiljö var en konstsalong i Stockholm, som drevs under 70 år från strax före första världskriget av Elsa Lindström. Galleriet startade på Storgatan 48 i Stockholm och flyttade sedan till korsningen Strandvägen–Narvavägen.

## Urval av utställande konstnärer
- Utställande konstnärer på Storgatan 48
  - 1938 Max Walter Svanberg och Josef Reinhold Öberg[2]
  - 1939 Beda Löberg[3]
- Utställande konstnärer på Strandvägen
  - 1941 Åke Göransson
  - 1945 Waldemar Sjölander
  - 1946 Ivar Morsing
  - 1946 Ivan Joern[4]
  - 1948 Maud Brood [5]
  - 1950 Kjell Leander Engström [6]
  - 1951 Waldemar Sjölander [7]
  - 1952 Ulla-Britta Emitslöf-Dejmo [8]
  - 1955 Bertram Schmiterlöw [9]
  - 1962 Ivan Bergdahl Debututställning
  - 1967 Henry Unger
  - 1968 Sven Åke Svenson [10]
  - 1969 Inge Pinét
  - 1984 Viggo Carlsens [11]
  - Gustav Arne
  - Marianne Bos Mareng [12]
  - Einar Jolin